# Femei îndrăgostite
Femei îndrăgostite (în portugheză Mulheres Apaixonadas) este o telenovelă braziliană produse și expuse în programul celor 21 de ore de către Rede Globo, în perioada 17 februarie - 11 octombrie 2003, în 203 de capitole.  Difuzată în România de canalul Acasă TV.

## Subiecte acoperite
Dosarul sa referit la violența de la Rio de Janeiro și consecințele acesteia asupra locuitorilor. În poveste, Fernanda (Vanessa Gerbelli) și Téo (Tony Ramos) sunt împușcați pe stradă, în timpul unei urmăriri de poliție către bandiți. Scenele au fost prezentate în capitolul 150, care a fost difuzat pe 9 august 2003.
Tubul a fost acoperit în complot de personajul Heloísa (Giulia Gam). Într-una din scene, ea dezvăluie că nu are copii, nu pentru că nu dorește, ci pentru că nu poate, pentru că a făcut în secret o ligatură tubală.
Unul dintre subiecții cei mai controversați a fost maltratarea pe care dăruitorul Dóris, Regiane Alves în cel mai bun rol, a făcut cu bunicii săi Leopoldo (Oswaldo Louzada) și Flora (Carmem Silva), chiar cântând pe bătrân pe podea. Dar a plătit cu scumpătate pentru faptele lui rele, luând o curea de centură de la tatăl său, Carlão (Marcos Caruso), într-o scenă memorabilă.
Cancerul de sân a fost, de asemenea, un subiect inclus în complot. Hilda (Maria Padilha) descoperă o bucată în piept, iar când examinează, ea descoperă că este malign. Scenele în care descoperă că are cancer au fost expuse la 7 august 2003. Manoel Carlos spune că Hilda a fost aleasă să aibă cancerul în complot, tocmai pentru că era o persoană fericită. Boala ar lua-o prin surprindere, iar exemplul de viață al personajului în timp ce lupta împotriva bolii ar funcționa mai bine. El nu ar alege o persoană nefericită, deoarece, potrivit lui, se poate aștepta pe toți cei nefericiți.
De asemenea, complotul a atins dragostea dintre un socialist (Lavínia Vlasak) și un preot (Nicola Siri). Deși nimic tradițional, cuplul a fost foarte bine acceptat de public.
Violența împotriva femeilor a fost abordată și prin caracterul Raquel (Helena Ranaldi). Într-una din cele mai puternice scene ale complotului, ea este bătută cu o rachetă și lasă rănile expuse. Scena a fost prezentată în capitolul 97, difuzat la 9 iunie 2003.

## Distribuție
- Christiane Torloni - Helena Ribeiro Alves
- José Mayer - César
- Tony Ramos - Teófilo Ribeiro Alves (Téo)
- Helena Ranaldi - Raquel
- Giulia Gam - Heloísa
- Marcello Antony - Sérgio
- Carolina Dieckmann - Edwiges
- Erik Marmo - Cláudio Moretti
- Susana Vieira - Lorena Ribeiro Alves
- Rodrigo Santoro - Diogo Ribeiro Alves
- Paloma Duarte - Marina
- Camila Pitanga - Luciana Ribeiro Alves
- Regiane Alves - Dóris de Souza Duarte
- Dan Stulbach - Marcos
- Natália do Valle - Sílvia
- Vanessa Gerbelli - Fernanda
- Vera Holtz - Santana
- Lavínia Vlasak - Estela
- Júlia Almeida - Vidinha
- Maria Padilha - Hilda
- Alinne Moraes - Clara
- Paula Picarelli - Rafaela
- Marcos Caruso - Carlão
- Oswaldo Louzada - Leopoldo Duarte
- Carmem Silva - Flora de Souza Duarte
- Carol Castro - Gracinha
- Leonardo Miggiorin - Rodrigo
- Carolina Kasting - Laura
- Cláudio Marzo - Rafael Nogueira
- Rafael Calomeni - Expedito
- Pedro Furtado - Fred
- Nicola Siri - Padre Pedro
- Regina Braga - Ana
- Umberto Magnani - Argemiro
- Eduardo Lago - Leandro
- Elisa Lucinda - Pérola
- Martha Mellinger - Irene
- Giselle Policarpo - Elisa
- Pitty Webo - Marcinha
- Marly Bueno - Marta Moretti
- Serafim Gonzalez - Onofre Moretti
- Paulo Coronato - Caetano
- Walderez de Barros - Alzira
- Bruna Marquezine - Salete
- Manoelita Lustosa - Inês
- Xuxa Lopes - Leila
- Paulo Figueiredo - Afrânio
- Guilhermina Guinle - Rosinha
- Renata Pitanga - Shirley
- Sônia Guedes - Matilde
- Tião D'Ávila - Oswaldo Arruda
- Victor Cugula - Lucas Ribeiro Alves
- Ana Roberta Gualda - Paula Arruda (Paulinha)
- Daniel Zettel - Carlinhos
- Roberta Rodrigues - Zilda
- Luciele di Camargo - Dirce
- Arlete Heringer - Yvone
- Lica Oliveira - Adelaide
- Joana Medeiros - Eleonora
- Sheila Mattos - Celeste
- Caco Baresi - Orlando
- Fabiana Karla - Célia
- Luciana Rigueira - Odete
- Maria Clara Gueiros - Cecília
- Rodrigo Fauzi - Maurinho
- Rogério Falabella - Dr. Alfredo
- Zé Carlos Machado - Marcelo
- Paulo Ascenção - Maitre
- Laura Lustosa - Margareth
- Tila Teixeira - Tereza
- Laércio de Freitas - Ataulfo
- Diego Gonçalves - Jairo
- Andrea Bassit - Marly
- Eduardo Estrela - Amadeu
- Alessandra Colassanti - Rebeca